# 북새선은도

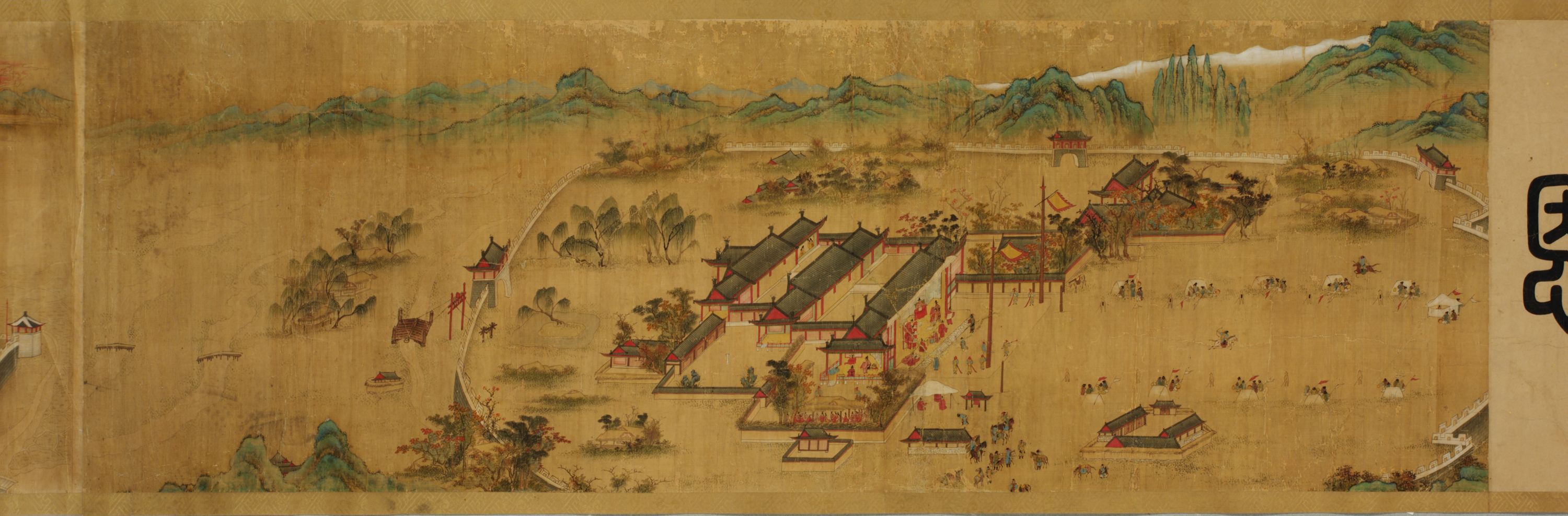
《북새선은도》 중 〈길주과시도〉

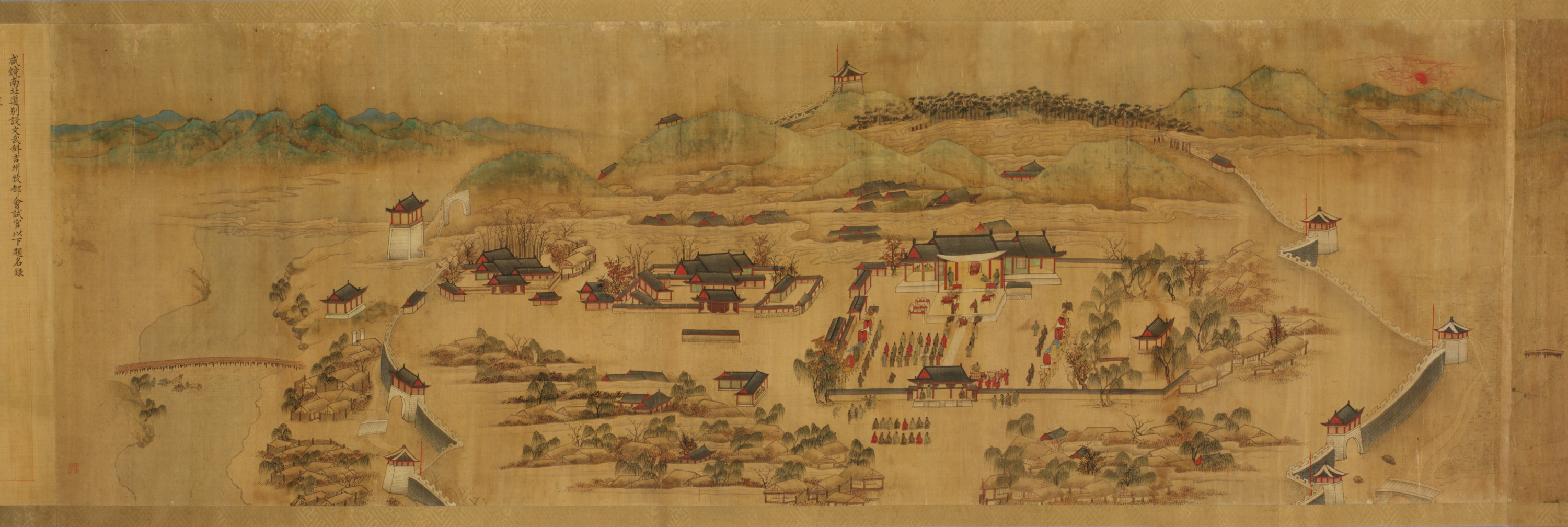
《북새선은도》 중 〈함흥방방도〉

《북새선은도》(北塞宣恩圖)는 조선 시대의 화원 화가인 한시각이 1664년(현종 5년) 함경도 길주목에서 실시된 문무과 과거 시험 장면을 그린 기록화이다.

## 구성
두루마리 형식의 첫머리에는 ′북새선은(北塞宣恩)′이라는 제목이 예서로 써 있고, 이어 문무과 시험 장면을 그린 〈길주과시도吉州科試圖〉와 함흥관아에서 합격자를 발표하는 장면을 그린 〈함흥방방도咸興放榜圖〉가 뒤따른다.
그림 다음에는 시험관 명단, 시험일자, 제목, 합격자 명단과 지역별 통계 등의 사항을 적었다. 〈길주과시도〉에서는 칠보산을 비롯한 길주의 산들이 수평으로 줄지어 배경을 이루고, 타원형의 성곽 안쪽에 있는 관아 건물에서는 문과 시험이, 너른 마당에서는 말타기와 활쏘기 등 무과시험 장면을 생생하게 표현하였다. 관아 건물과 시험장면을 위에서 내려다 본 부감법으로 표현하였으며, 청록산수화풍으로 그려진 산은 구불구불한 윤곽선을 따라 붓을 세워 태점을 찍어 나타내었다. 수직으로 뾰족하게 솟은 바위산은 험준한 산세를 보이고 있다. 먼 산은 흰 가루를 이용해 간략하게 처리했다.
〈함흥방방도〉에는 함흥성으로 통하는 만세교(萬歲橋) 아래에 성천강을 건너는 소달구지가 그려져 있어 눈길을 끈다. 긴장된 시험 장면과는 대조적인 한가로운 정경으로, 기록화에 등장하는 풍속화적 요소라고 할 수 있다. 인물과 건물의 묘사가 정확하고 활달하여 기록화의 일면을 잘 드러내 줄 뿐만 아니라, 17세기 실경산수화의 면모를 엿볼 수 있다는 점에서 의의가 있다.